# Cabiyari
I Cabiyari (o Cabiuary) sono un gruppo etnico della Colombia, con una popolazione stimata di circa 277 persone. Questo gruppo etnico è per la maggior parte di fede animista e parla la lingua Cabiyari (codice ISO 639: CBB).
Vivono nella zona del fiume Cananarí e sono vicini all'estinzione.